# هرينوفا
هرينوفا (بالإنجليزية: Hriňová)‏ هي بلدة و municipality of Slovakia تقع في سلوفاكيا في Detva District.[بحاجة لمصدر] يقدر عدد سكانها بـ 8,067 نسمة .